# General (Australie)
Pour les articles homonymes, voir General et Général.

Insigne du general australien.

General (général en français) est le second plus haut grade dans l'armée de terre australienne, le plus haut grade actif. Il a été créé comme un équivalent direct du grade de general dans les forces armées britanniques. C'est un grade quatre étoiles. 
Avant 1958, le grade de general et celui de field marshal n'étaient attribués que lors de circonstances exceptionnelles. En 1958, le poste actuel de Chief of the Defence Force est créé. Depuis 1966, le grade de general est attribué lorsqu'un officier de l'armée de terre australienne est nommé à cette position. 
Le general est le supérieur du lieutenant general mais est inférieur au field marshal. Il a son équivalent avec l'admiral de la Royal Australian Navy et l'air chief marshal de la Royal Australian Air Force.
L'insigne du général représente la couronne de saint Édouard au-dessus d'une étoile de l'ordre du Bain et d'une épée et d'un bâton se croisant. Tout en bas, on trouve le mot Australia.